# It's Still a Good Life
Este încă o viață bună (titlu original: It's Still a Good Life) este al 31-lea episod al serialului științifico-fantastic Zona crepusculară din 2002. A avut premiera la 19 februarie 2003 în rețeaua UPN. Este regizat de Allan Kroeker după un scenariu de  Ira Steven Behr pe baza unor personaje create de Jerome Bixby. Este o continuare a episodului "It's a Good Life" din serialul original. Bill Mumy și Cloris Leachman reinterpretează rolurile din episodul serialului original.  Fiica lui Anthony Fremont, Audrey, este interpretată de fiica reală a actorului Bill Mumy, Liliana Mumy.

## Introducere
„Acum 40 de ani, Rod Serling ne-a prezentat un monstru, un monstru așa de puternic că putea să facă lumea să dispară doar cu ajutorul minții. Pentru locuitorii din Peaksville, Ohio coșmarul a început. Monstrul le cunoștea toate gândurile, le simțea emoțiile și când îl enervau, lucru foarte des, îi gonea într-un lan de porumb de unde nu mai era cale de întoarcere. Și cel mai înspăimântător lucru despre acest monstru era că avea doar 6 ani. Acum, după 40 de ani, oamenii din Peaksville sunt tot în iad. Și da, mai este un lucru, monstrul are acum un copil și deși nu are puterile tatălui său, el încă o iubește foarte mult..”

## Prezentare
40 de ani au trecut de la ultimul episod. Anthony Freemont este acum un om în toată firea și încă își folosește puterile sale paranormale în Peaksville  (care este în continuare izolat de restul lumii). El are acum o fiică, Audrey care pare să aibă puterea tatălui său.  Mama lui Athonys, Agnes Freemont, descoperă că Audrey are într-adevăr puterile tatălui ei și, eventual, este chiar mai puternică decât acesta. Ea și ceilalți locuitori încearcă s-o convingă să se întoarcă împotriva tatălui ei și să aducă înapoi toată lumea din "lanul de porumb". Când Anthony descoperă acest lucru, el se supără pe oameni și trimite întreaga omenire, unul câte unul, în "lanul de porumb". Apoi, Audrey descoperă sentimentele negative ale bunicii sale, Agnes, și ia apărarea tatălui său, trimițând-o pe Agnes în "lanul de porumb". Toți locuitorii ajung în "lanul de porumb", cu excepția lui Audrey și Anthony. Tatăl ei nu poate aduce înapoi lumea, iar după o perioadă Audrey își dă seama că tatăl ei este nefericit din cauza singurătății. Audrey  îi aduce înapoi pe toți. Anthony își dă seama că Audrey este mai puternică decât el, și, eventual, mai rea. Ea vrea să viziteze New York-ul alături de tatăl său, și îi spune că ar fi bine ca toată lumea să se poarte bine cu ea și cu tatăl ei, altfel îi trimite înapoi.

## Concluzie
„Nici o lecție de învățat aici. Nici o morală. Doar o actualizare din Peaksville, Ohio unde Anthony și Audrey Fremont vor să gândești lucruri frumoase și să faci ceea ce ți se spune. Altfel, ai putea ajunge în acel lan de porumb cunoscut și ca Zona Crepusculară.”

## Distribuție

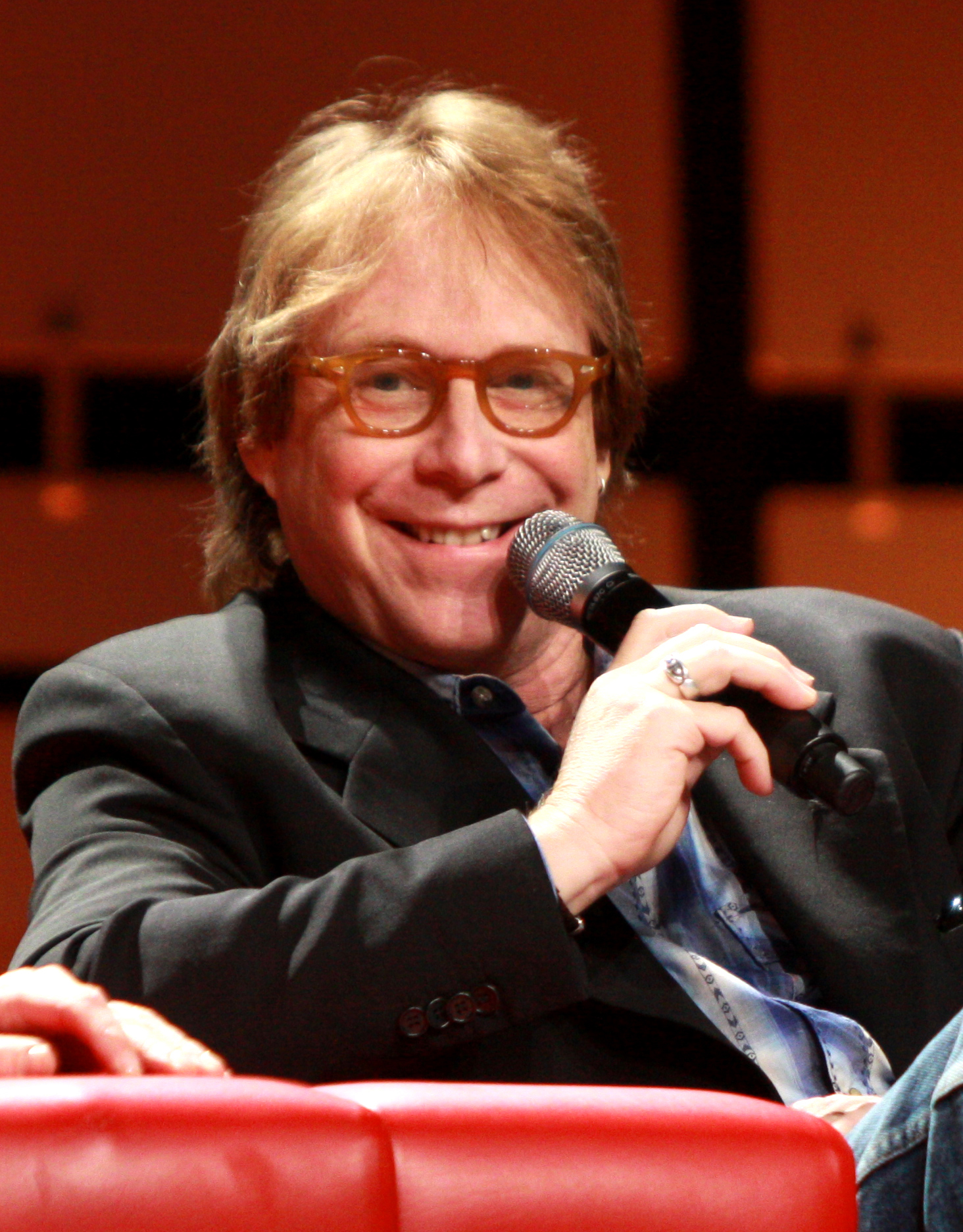
Bill Mumy

Rol - Actor:
- Anthony Freemont — Bill Mumy
- Agnes Freemont — Cloris Leachman
- Audrey Freemont — Liliana Mumy
- Lorna — Chilton Crane
- Joe — Robert Moloney
- Cynthia — Kerry Sandomirsky
- Timmy — Samuel Patrick Chu
- George — Paul McGillion
- Mama lui Timmy — Kirsten Kilburn[5]